# Горњи Миљеш
Горњи Миљеш је насеље у општини Тузи у Црној Гори. Према попису из 2003. било је 672 становника (према попису из 1991. било је 708 становника).

## Демографија
У насељу Горњи Миљеш живи 448 пунолетних становника, а просечна старост становништва износи 32,1 година (31,4 код мушкараца и 32,8 код жена). У насељу има 143 домаћинства, а просечан број чланова по домаћинству је 4,70.
Ово насеље је великим делом насељено Албанцима (према попису из 2003. године).
|  |

| Демографија | Демографија | Демографија |
| Година      | Становника  | Становника  |
| ----------- | ----------- | ----------- |
|             |             |             |
|             |             |             |
|             |             |             |
|             |             |             |
| 1948.       | 351         |             |
| 1953.       | 313         |             |
| 1961.       | 381         |             |
| 1971.       | 431         |             |
| 1981.       | 552         |             |
| 1991.       | 708         | 588         |
| 2003.       | 1.000       | 672         |
|             |             |             |

| Етнички састав према попису из 2003.‍ | Етнички састав према попису из 2003.‍ | Етнички састав према попису из 2003.‍ | Етнички састав према попису из 2003.‍ | Етнички састав према попису из 2003.‍ |
| ------------------------------------ | ------------------------------------ | ------------------------------------ | ------------------------------------ | ------------------------------------ |
|                                      |                                      |                                      |                                      |                                      |
| Албанци                              | Албанци                              |                                      | 665                                  | 98,95%                               |
| Муслимани                            | Муслимани                            |                                      | 4                                    | 0,59%                                |
| Црногорци                            | Црногорци                            |                                      | 2                                    | 0,29%                                |
| непознато                            | непознато                            |                                      | 0                                    | 0,0%                                 |

| Година пописа     | 1948. | 1953. | 1961. | 1971. | 1981. | 1991. | 2003. |
| ----------------- | ----- | ----- | ----- | ----- | ----- | ----- | ----- |
| Број домаћинстава | 46    | 45    | 72    | 60    | 75    | 102   | 159   |

| Број чланова      | 1   | 2  | 3  | 4  | 5  | 6  | 7  | 8  | 9 | 10 и више | Просек |
| ----------------- | --- | -- | -- | -- | -- | -- | -- | -- | - | --------- | ------ |
| Број домаћинстава | 143 | 12 | 13 | 15 | 22 | 30 | 25 | 14 | 6 | 5         | 1      |

| Пол    | Укупно | Неожењен/Неудата | Ожењен/Удата | Удовац/Удовица | Разведен/Разведена | Непознато |
| ------ | ------ | ---------------- | ------------ | -------------- | ------------------ | --------- |
| Мушки  | 247    | 102              | 138          | 5              | 2                  | 0         |
| Женски | 231    | 57               | 148          | 25             | 1                  | 0         |
| УКУПНО | 478    | 159              | 286          | 30             | 3                  | 0         |

| Пол    | Укупно                    | Пољопривреда, лов и шумарство | Рибарство                            | Вађење руде и камена | Прерађивачка индустрија       |
| ------ | ------------------------- | ----------------------------- | ------------------------------------ | -------------------- | ----------------------------- |
| Мушки  | 91                        | 21                            | 0                                    | 0                    | 10                            |
| Женски | 13                        | 1                             | 0                                    | 0                    | 2                             |
| УКУПНО | 104                       | 22                            | 0                                    | 0                    | 12                            |
| Пол    | Производња и снабдевање   | Грађевинарство                | Трговина                             | Хотели и ресторани   | Саобраћај, складиштење и везе |
| Мушки  | 3                         | 1                             | 14                                   | 1                    | 13                            |
| Женски | 0                         | 0                             | 3                                    | 0                    | 0                             |
| УКУПНО | 3                         | 1                             | 17                                   | 1                    | 13                            |
| Пол    | Финансијско посредовање   | Некретнине                    | Државна управа и одбрана             | Образовање           | Здравствени и социјални рад   |
| Мушки  | 1                         | 0                             | 5                                    | 10                   | 1                             |
| Женски | 1                         | 0                             | 0                                    | 4                    | 1                             |
| УКУПНО | 2                         | 0                             | 5                                    | 14                   | 2                             |
| Пол    | Остале услужне активности | Приватна домаћинства          | Екстериторијалне организације и тела | Непознато            | Непознато                     |
| Мушки  | 8                         | 0                             | 0                                    | 3                    | 3                             |
| Женски | 1                         | 0                             | 0                                    | 0                    | 0                             |
| УКУПНО | 9                         | 0                             | 0                                    | 3                    | 3                             |